# Missão Internacional de Apoio à República Centro-Africana
A Missão Internacional de Apoio à República Centro-Africana ou Missão Internacional de Apoio à República Centro-Africana liderada pelos africanos (em inglês:  African-led International Support Mission to the Central African Republic ; em francês:  Mission internationale de soutien à la Centrafrique sous conduite africaine, MISCA) foi uma missão de manutenção da paz da União Africana na República Centro-Africana. Sucedeu a Missão de Consolidação da Paz na República Centro-Africana (MICOPAX).
A MISCA foi criada em 5 de dezembro de 2013 pela Resolução 2127 do Conselho de Segurança das Nações Unidas para estabilizar o país como resultado da guerra civil que eclodiu após o golpe de Estado na República Centro-Africana em 2013.
A missão, sob a liderança da União Africana e com o apoio militar da França, Portugal e outros países, foi implantada em 19 de dezembro de 2013. A resolução incluiu a opção de transferi-la para uma missão maior, sob a autoridade das Nações Unidas, com forças de manutenção da paz de mais países — se necessário e se estiverem reunidas as condições locais apropriadas.
Em 15 de setembro de 2014 foi sucedida pela Missão Multidimensional Integrada das Nações Unidas para a Estabilização da República Centro-Africana (UNMISCA).